# Mario Novelli
Pour les articles homonymes, voir Mario Novelli (acteur) et Novelli.
Mario Novelli, né le 12 octobre 1913 à Pula en Autriche-Hongrie et mort à une date inconnue, est un ancien joueur italien de basket-ball.

## Palmarès
- Champion d'Italie 1939, 1940, 1941